# أغورا هيلز (كاليفورنيا)
أغورا هيلز (Agoura Hills) هي مدينة بمقاطعة لوس آنجلس في ولاية كاليفورنيا، وحدت في العام 1982، صندوق بريدها 91301. كان تعداد سكانها 20,537 عند تعداد عام 2000.

## التركيبة السكانية
حدّد مكتب تعداد الولايات المتحدة بيانات التركيبة السكانية لأغورا هيلز في تعداد الولايات المتحدة. في ما يلي، التركيبة السكانية حسب تعدادي 2000 و2010.

### تعداد عام 2000
بلغ عدد سكان أغورا هيلز 20,537 نسمة بحسب تعداد عام 2000، وبلغ عدد الأسر 6,874 أسرة وعدد العائلات 5,591 عائلة مقيمة في المدينة. في حين سجلت الكثافة السكانية 1,014.2 نسمة لكل كيلومتر مربع (2,626.8/ميل2). وبلغ عدد الوحدات السكنية 6,993 وحدة بمتوسط كثافة قدره 345.3 لكل كيلومتر مربع (894.3/ميل2).
وتوزع التركيب العرقي للمدينة بنسبة 86.96% من البيض و1.32% من الأمريكيين الأفارقة و0.25% من الأمريكيين الأصليين و6.50% من الأمريكيين ذوي الأصول الآسيوية و0.10% من سكان جزر المحيط الهادئ و2.09% من الأعراق الأخرى و2.78% من عرقين مختلطين أو أكثر و6.85% من الهسبانيون أو اللاتينيون من أي عرق.
بلغ عدد الأسر 6,874 أسرة كانت نسبة 49% منها لديها أطفال تحت سن الثامنة عشر تعيش معهم، وبلغت نسبة الأزواج القاطنين مع بعضهم البعض 67.7% من أصل المجموع الكلي للأسر، ونسبة 9.9% من الأسر كان لديها معيلات من الإناث دون وجود شريك، بينما كانت نسبة 3.7% من الأسر لديها معيلون من الذكور دون وجود شريكة وكانت نسبة 18.7% من غير العائلات. تألفت نسبة 13.8% من أصل جميع الأسر من عدة أفراد يعيشون في نفس المنزل ونسبة 3% كانت تتألف من شخص يعيش بمفرده يبلغ من العمر 65 عاماً أو أكثر. وبلغ متوسط حجم الأسرة المعيشية 2.98، أما متوسط حجم العائلات فبلغ 3.30.
بلغ العمر الوسطي للسكان 37.6 عاماً. وكانت نسبة 30.5% من القاطنين تحت سن الثامنة عشر، وكانت نسبة 6.3% بين الثامنة عشر والرابعة والعشرين عاماً، ونسبة 27.6% كانت واقعةً في الفئة العمرية ما بين الخامسة والعشرين والرابعة والأربعين عاماً، ونسبة 29.4% كانت ما بين الخامسة والأربعين والرابعة والستين، ونسبة 6.1% كانت ضمن فئة الخامسة والستين عاماً فما فوق. يوجد لكل 100 أنثى 99.2 ذكر، ويوجد لكل 100 أنثى في الثامنة عشر من عمرها فما فوق 94.2 ذكر.
بلغ متوسط دخل الأسرة في المدينة 87,008 دولارًا، أما متوسط دخل العائلة فبلغ 95,765 دولارًا. وكان متوسط دخل الذكور 72,081 دولارًا مقابل 42,656 دولارًا للإناث. وسجل دخل الفرد الخاص بالمدينة 39,700 دولارًا. وكانت نسبة 2.8% من العائلات ونسبة 3.5% من السكان تحت خط الفقر، وكان من هؤلاء نسبة 3.9% تحت سن الثامنة عشر ونسبة 2.9% في الخامسة والستين من العمر وما فوق.

### تعداد عام 2010
بلغ عدد سكان أغورا هيلز 20,330 نسمة بحسب تعداد عام 2010، وبلغ عدد الأسر 7,327 أسرة وعدد العائلات 5,593 عائلة مقيمة في المدينة. في حين سجلت الكثافة السكانية 1,004 نسمة لكل كيلومتر مربع (2,600.3/ميل2). وبلغ عدد الوحدات السكنية 7,585 وحدة بمتوسط كثافة قدره 374.6 لكل كيلومتر مربع (970.2/ميل2).
وتوزع التركيب العرقي للمدينة بنسبة 84.34% من البيض و1.31% من الأمريكيين الأفارقة و0.25% من الأمريكيين الأصليين و7.48% من الأمريكيين ذوي الأصول الآسيوية و0.12% من سكان جزر المحيط الهادئ و2.90% من الأعراق الأخرى و3.59% من عرقين مختلطين أو أكثر و9.52% من الهسبانيون أو اللاتينيون من أي عرق.
بلغ عدد الأسر 7,327 أسرة كانت نسبة 38.2% منها لديها أطفال تحت سن الثامنة عشر تعيش معهم، وبلغت نسبة الأزواج القاطنين مع بعضهم البعض 62.3% من أصل المجموع الكلي للأسر، ونسبة 9.9% من الأسر كان لديها معيلات من الإناث دون وجود شريك، بينما كانت نسبة 4.1% من الأسر لديها معيلون من الذكور دون وجود شريكة وكانت نسبة 23.7% من غير العائلات. تألفت نسبة 18.4% من أصل جميع الأسر من عدة أفراد يعيشون في نفس المنزل ونسبة 6% كانت تتألف من شخص يعيش بمفرده يبلغ من العمر 65 عاماً أو أكثر. وبلغ متوسط حجم الأسرة المعيشية 2.76، أما متوسط حجم العائلات فبلغ 3.15.
بلغ العمر الوسطي للسكان 42.4 عاماً. وكانت نسبة 24.1% من القاطنين تحت سن الثامنة عشر، وكانت نسبة 7.8% بين الثامنة عشر والرابعة والعشرين عاماً، ونسبة 22% كانت واقعةً في الفئة العمرية ما بين الخامسة والعشرين والرابعة والأربعين عاماً، ونسبة 34.9% كانت ما بين الخامسة والأربعين والرابعة والستين، ونسبة 11.3% كانت ضمن فئة الخامسة والستين عاماً فما فوق. وتوزع التركيب الجنسي للسكان بنسبة 49.3% ذكور و50.7% إناث.

## أعلام
- هاري نيلسون
- جنيفر لاسي
- دوغ روب
- كريستيانا لوند
- هايلي ماري نورمان